# Jundiz
Jundiz est un quartier à vocation industrielle faisant partie de la municipalité de Vitoria-Gasteiz dans la province d'Alava dans la Communauté autonome basque.
Le parc industriel est géré depuis 1993 par l'entreprise publique Gilsa. Situé à 6 km du centre-ville de Vitoria, il est établi sur près de 700 hectares et héberge plus de 120 entreprises, dans différents types d'activités économiques (transport, automobile, emballage...).
Il est situé à un point de communication stratégique, tant avec les provinces voisines qu'avec le reste de l'Espagne et de l'Europe, avec un accès direct à l'autoroute A-1, Madrid-Irún.

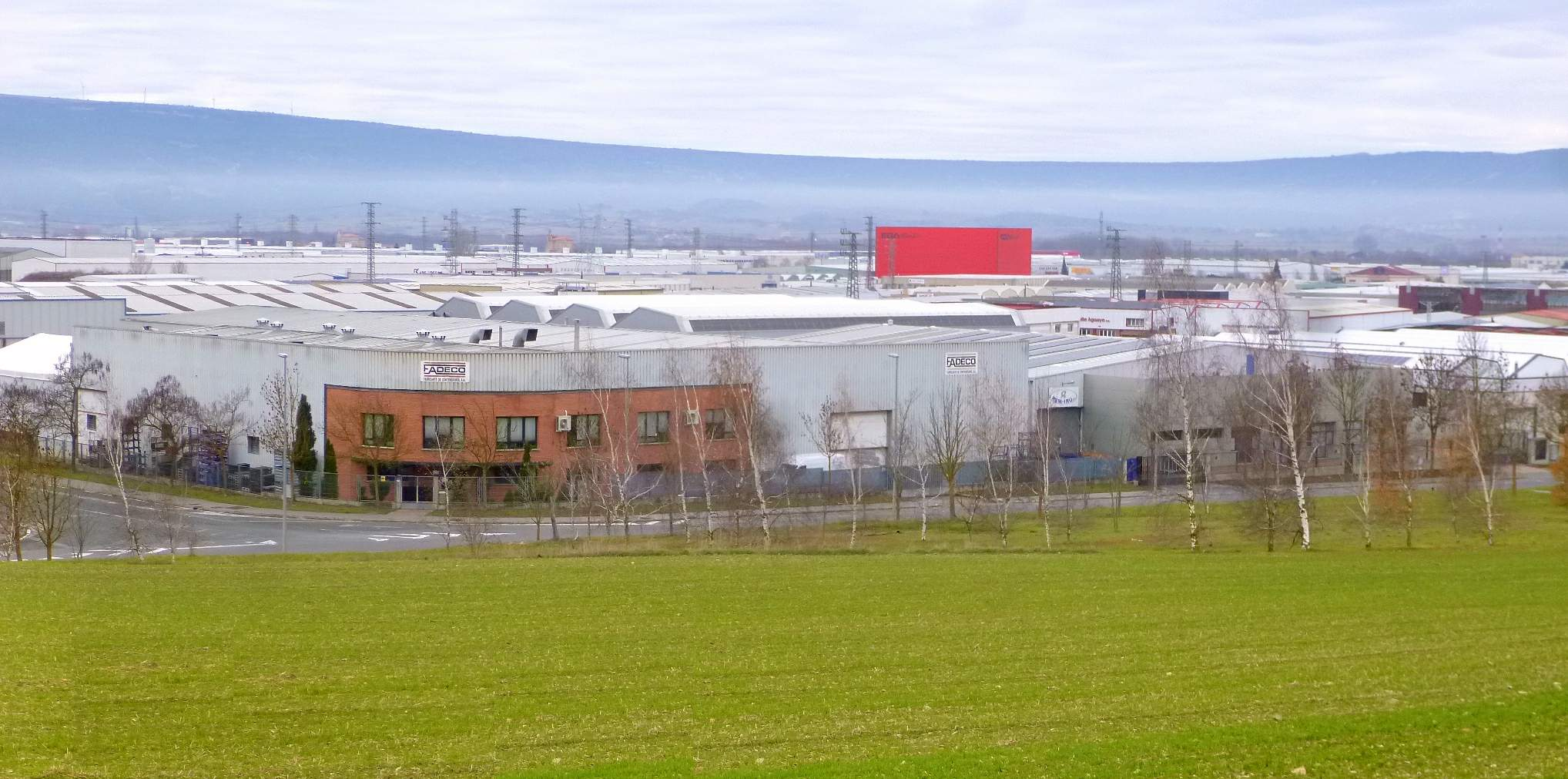
Parc industriel de Júndiz.

Il abrite le Centre intermodal de transport et de logistique de Vitoria (CTVi), une zone logistique de 0,9 hectares, une gare de fret ferroviaire,, l'ITV et une liaison autoroutière avec l'aéroport de Vitoria-Gasteiz, situé à 8 km.
Un monument commémorant la bataille de Vitoria, inauguré en 1966, a été enfoui lors des travaux d'aménagement de la zone.